# Rue Raymond-Losserand
La rue Raymond-Losserand, anciennement (de 1860 à 1945) « rue de Vanves », est une voie du 14e arrondissement de Paris, en France.

## Situation et accès

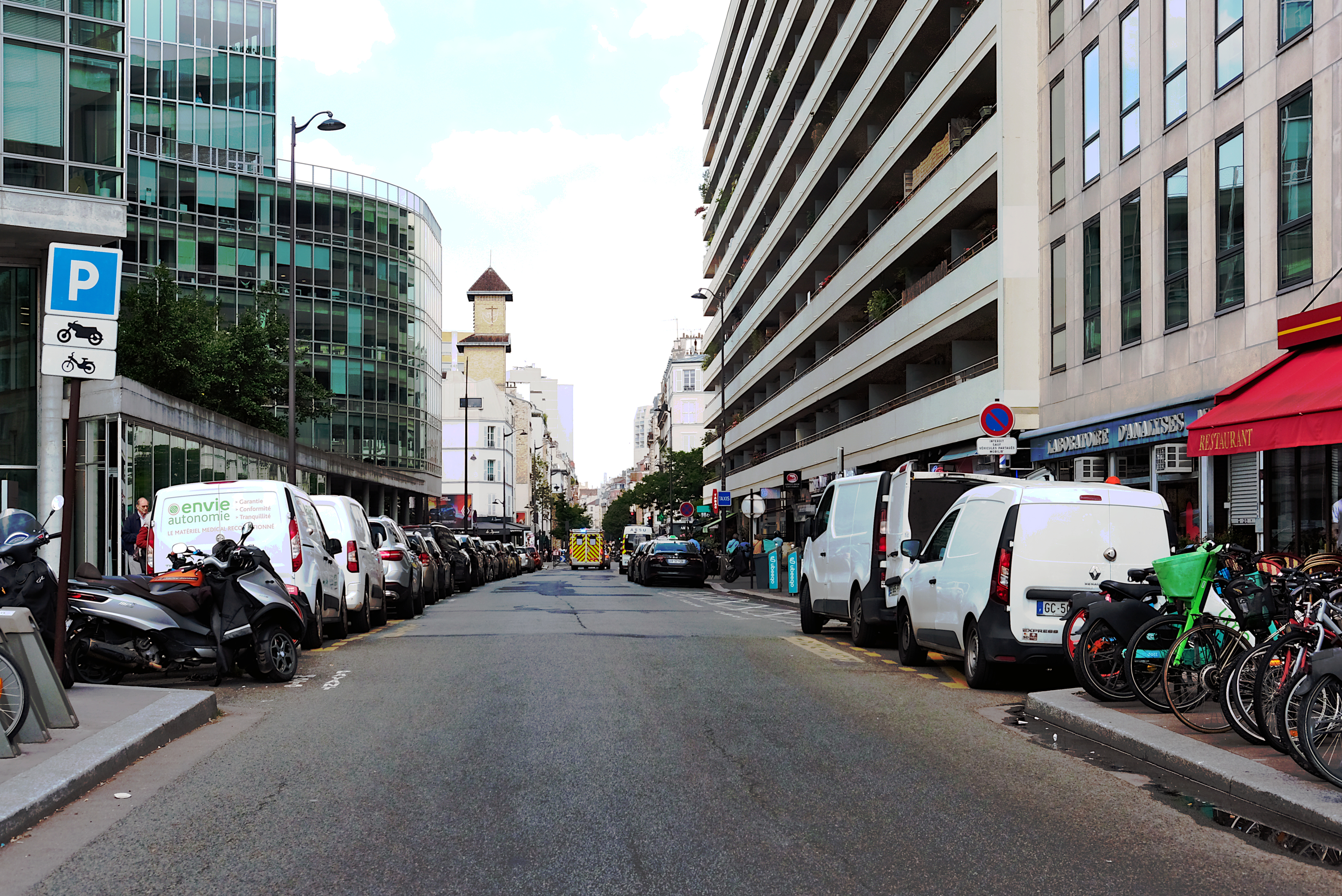
La rue Raymond-Losserand vue depuis le boulevard Brune en juin 2024.

La rue Raymond-Losserand est orientée globalement nord-est / sud-ouest, dans le 14e arrondissement de Paris. Elle débute au nord-est au 106, avenue du Maine, non loin du cimetière du Montparnasse, et se termine 1 640 m au sud-ouest aux 5-9, boulevard Brune, près des voies de la gare Montparnasse, à la porte de Vanves.
Avec plus de 1,6 km de long, la rue est l'une des plus longues voies du 14e arrondissement. Seules les rues Vercingétorix et d'Alésia, l'avenue du Maine et le boulevard Raspail sont plus longs (et dans ces deux derniers cas, à cheval sur d'autres arrondissements).
En outre, la rue Raymond-Losserand est rejointe ou traversée par plusieurs voies ; du nord au sud :
- nos 10-12 : rue Lebouis ;
- nos 21-23 : rue Maison-Dieu et rue Édouard-Jacques ;
- nos 16-18 : rue Jules-Guesde ;
- nos 22-24 : rue du Texel ;
- nos 31-33 : passage des Arts ;
- nos 36-38 et 43-45 : rue du Château ;
- nos 56-58 : rue Niepce ;
- nos 69-71 : allée du Château-Ouvrier ;
- nos 66-72 et 75-77 : rue Pernety ;
- nos 83-85 : rue de Plaisance ;
- nos 87-89 : rue des Thermopyles ;
- nos 82-84 : rue Francis-de-Pressensé ;
- nos 93-95 : rue Boyer-Barret ;
- nos 92-94 et 107-109 : rue de Gergovie ;
- nos 115-118 : avenue Villemain ;
- nos 110-112 : rue du Moulin-de-la-Vierge ;
- nos 124-126 et 133-135 : rue d'Alésia ;
- nos 153-157 : rue Pauly ;
- nos 150-152 : rue de Ridder ;
- nos 161-163 : rue Pierre-Larousse ;
- nos 158-166 : rue Maurice-Rouvier ;
- nos 162-164 : rue des Jonquilles ;
- nos 190-192 : cité Blanche ;
- nos 197-199 : rue des Camélias ;
- nos 198-198 bis : rue Alfred-Durand-Claye et rue Paturle ;
- nos 203-205 : rue des Arbustes et promenade Jane-et-Paulette-Nardal ;
- nos 205-207 : square Auguste-Renoir ;
- nos 221-223 : rue de la Briqueterie.

Au nord-est, de l'autre côté de l'avenue du Maine, la rue Raymond-Losserand est prolongée par la rue Auguste-Mie. Au sud-ouest, elle débouche sur le boulevard Brune et la place de la Porte-de-Vanves.

## Origine du nom
Le nom attribué à cette rue en 1945 rend hommage à Raymond Losserand (1903-1942), conseiller municipal (PCF) de Paris et résistant (commandant des FFI-FTPF), arrêté par les policiers français des brigades spéciales en mai 1942, torturé puis fusillé le 21 octobre de la même année.

## Historique
La voie pourrait être le « Cheminum Issiaci » (chemin d’Issy), chemin gaulois, puis gallo-romain, reliant la localité à la montagne Sainte-Geneviève. Son tracé n’est connu que fragmentairement, notamment interrompu par la création du cimetière du Montparnasse.
Cette artère est mentionnée pour la première fois en 1210.
Elle apparaît sous le nom de « chaussée de Vanves » sur le plan de Paris d'Albert Jouvin de Rochefort en 1672.
Ce chemin qui forme alors la limite entre les anciennes communes de Vaugirard, Montrouge et Vanves est la voie principale du quartier de Plaisance qui s'urbanise à partir de la fin des années 1830 avec la création de lotissements.
Les numéros du 45 au 73  sont à l'emplacement d'une partie du domaine de l'ancien château du Maine, loti à la fin des années 1850 par son propriétaire en association avec le promoteur Alexandre Chauvelot. 
La rue est comprise, sous le nom de « rue de Vanves », dans le territoire  annexé à la ville de Paris en 1860 de tout ou partie de ces communes.  
Le 30 mars 1918, durant la Première Guerre mondiale, un obus lancé par la Grosse Bertha explose au no 41 de la « rue de Vanves ».
Elle prend le 11 juillet 1945 le nom de « rue Raymond-Losserand ».
Une partie de la voie délimite la ZAC Guilleminot-Vercingétorix.

## Bâtiments remarquables et lieux de mémoire
- No 2 ter : jardin du Moulin-des-Trois-Cornets.
- No 5 : le peintre Auguste Durand-Rosé (1887-1962) y résida.
- No 32 : le sculpteur Philippe Hiquily (1925-2013) y a eu son atelier[3].
- Nos 45 et 124, rue du Château : immeuble d'angle, dont le rez-de-chaussée comporte la devanture d'une ancienne boulangerie-pâtisserie, installée à la fin du XIXe siècle[4].
- No 60 : l'écrivain Henry Miller (1891-1980) logea à cette adresse.
- No 105 : à l’arrière de l’immeuble sur rue, subsiste une longue allée, vestige de l’ancienne « impasse des Gaules »[5].
- No 125 : le chanteur et musicien argentin Atahualpa Yupanqui (1908-1992) logea à cette adresse du début des années 1970 jusqu'à sa mort, en 1992, au premier étage sur rue, partageant sa vie entre ce petit appartement et son rancho de Cerro Colorado, en Argentine[réf. nécessaire].
- Nos 126 à 138 : le square Alésia-Ridder est renommé officiellement jardin Chérifa en 2021 en mémoire de la chanteuse kabyle Chérifa.
- No 145 : jardin de la Place-Louise-Losserand.
- Nos 163 à 193 : hôpital Saint-Joseph.
- Nos 168 bis et 170 : hôtel industriel « Le Losserand » une ancienne sous-station de la Compagnie parisienne de distribution d'électricité de 1920, réaménagée, en 2008, en bâtiment photovoltaïque[6].
- No  172 : c'est à cette adresse qu'habita à son arrivée à Paris en 1932, dans un atelier, le photographe Willy Maywald et c'est également à ce numéro que le peintre suisse Willy Guggenheim, dit « Varlin » (1900-1977), eut dans les années 1920 un atelier dans cette rue qui, à l'époque, portait le nom de « rue de Vanves ».
- No 194 : église Notre-Dame-du-Rosaire.
- La rue se termine, au sud, à son intersection avec le boulevard Brune et la rue Vercingétorix, bordée par le jardin Monique-Wittig.

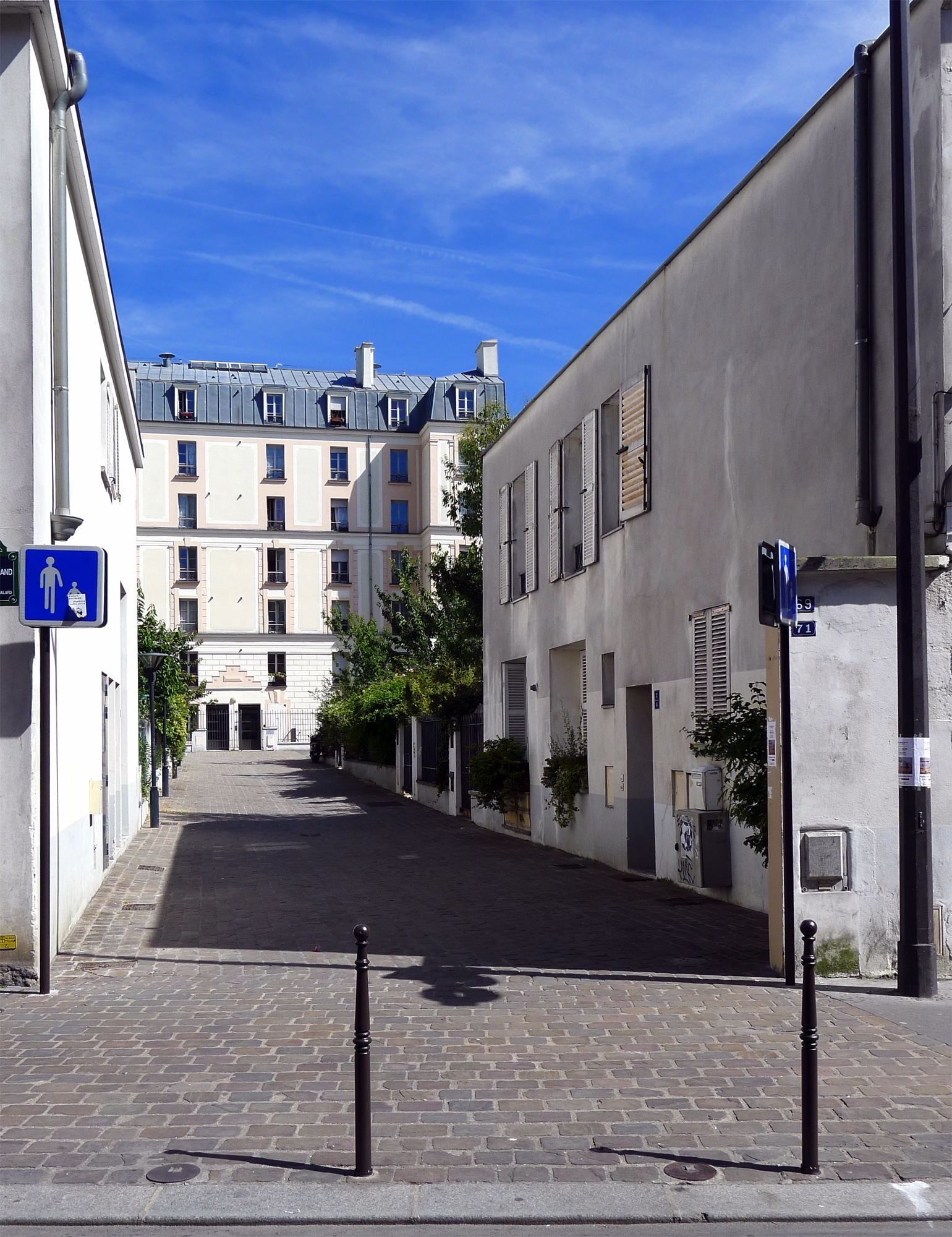
Nos 69-71 : allée du Château-Ouvrier.
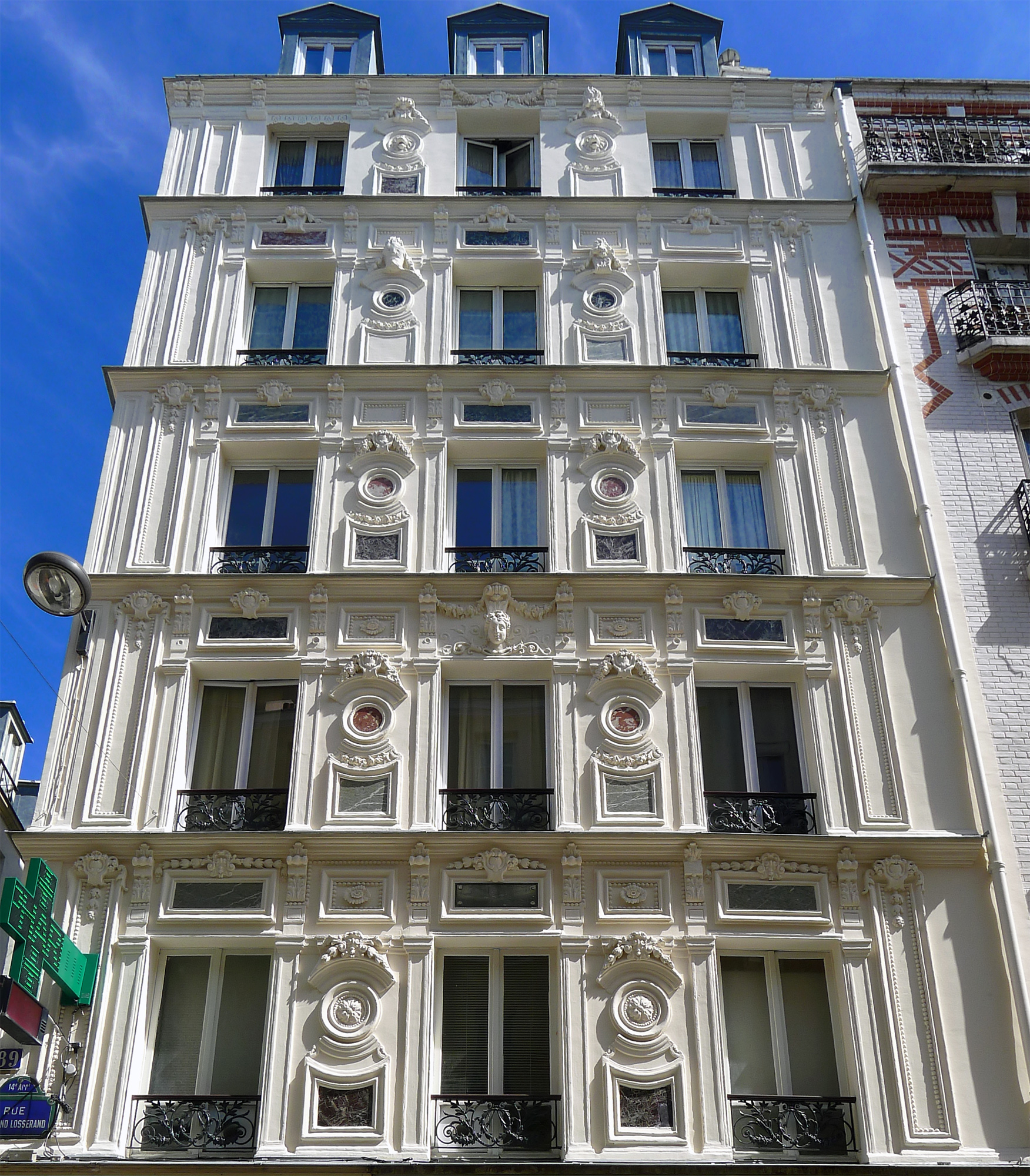
No 89 : façade d'immeuble.
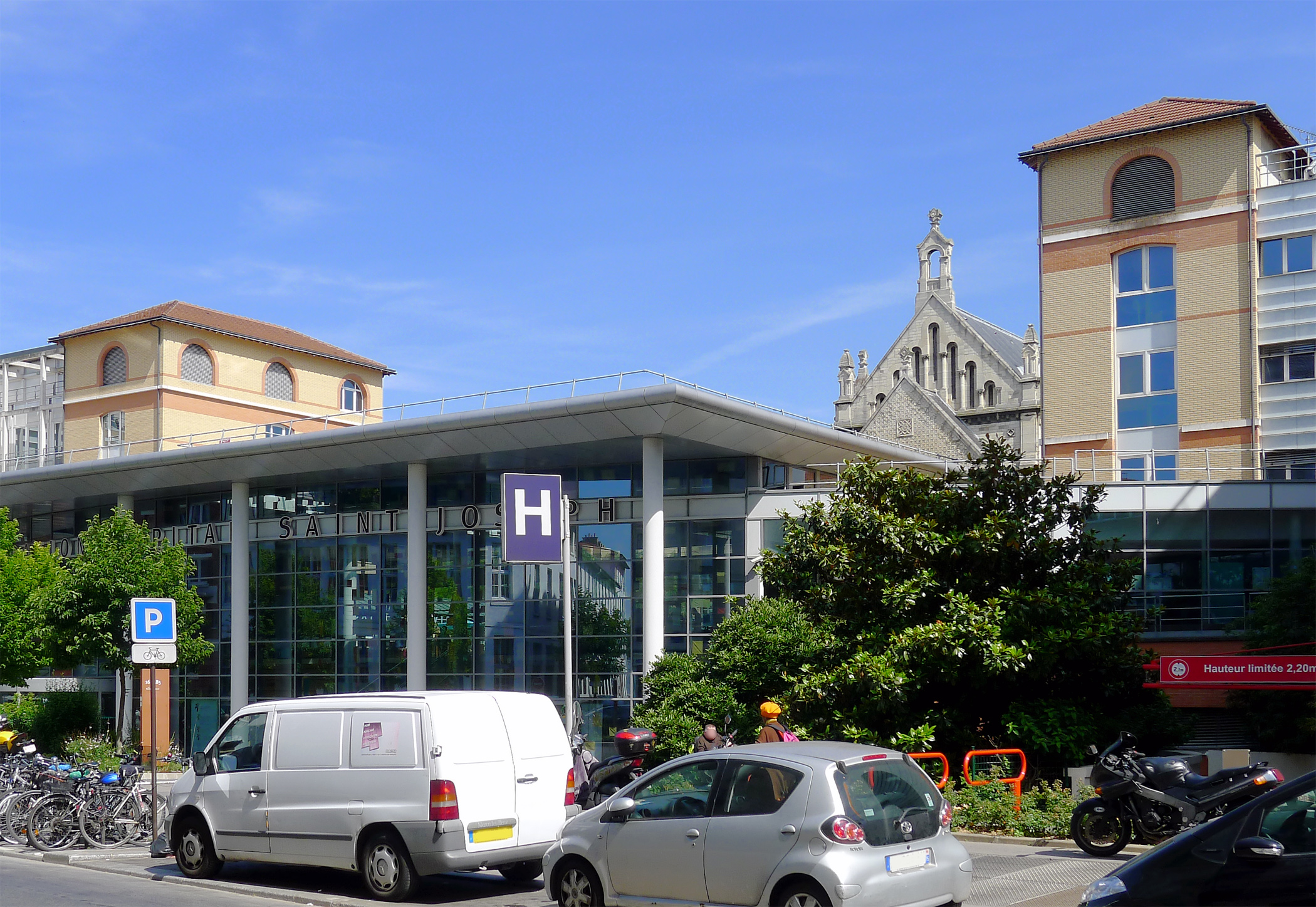
Nos 163 à 193 : hôpital Saint-Joseph.
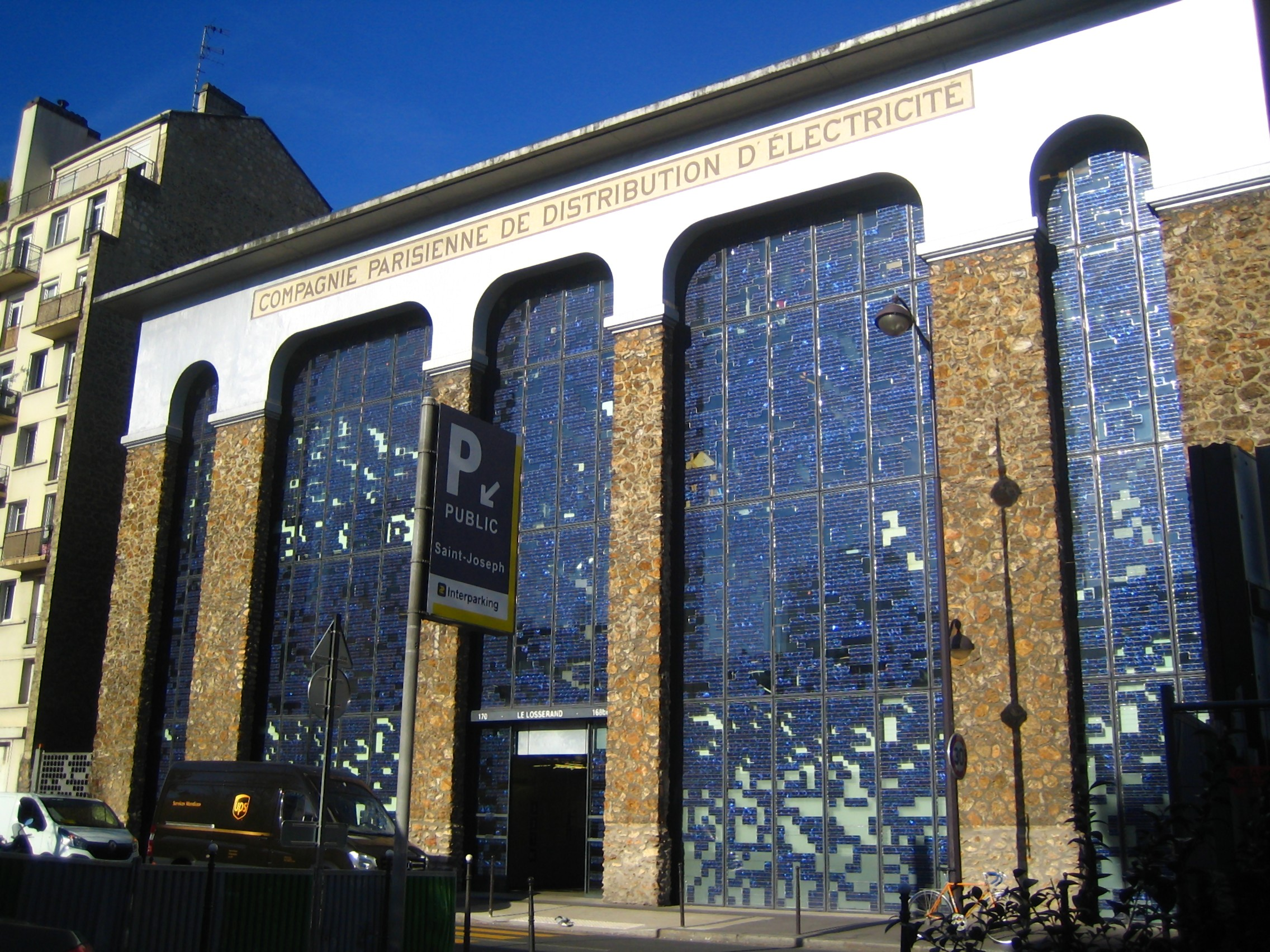
Nos 168 bis et 170 : hôtel industriel « Le Losserand ».
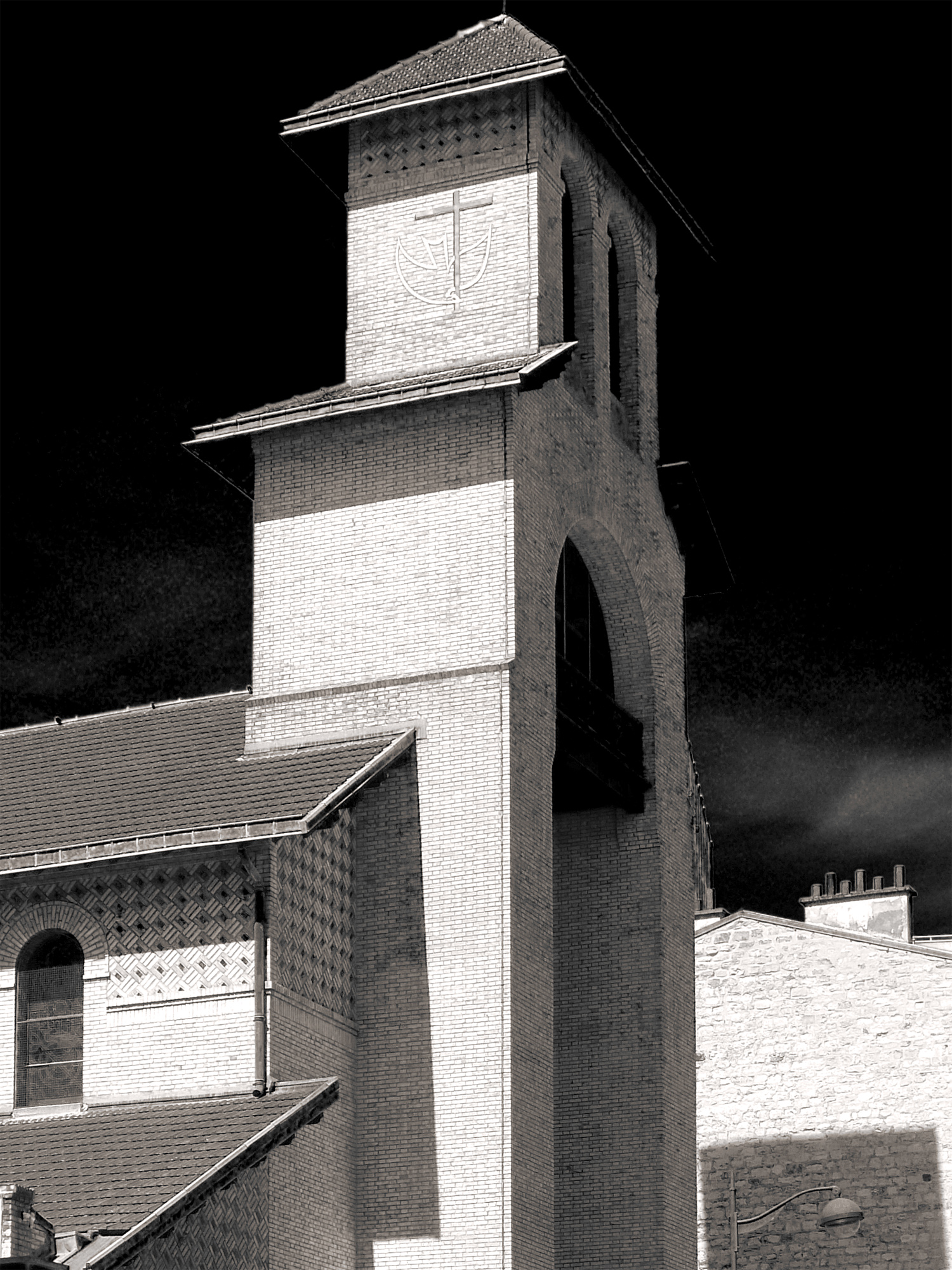
No 194 : église Notre-Dame-du-Rosaire.